# Абсолютна перевага
В економічній теорії під абсолютною перевагою (Absolute advantage) розуміється здатність підприємця, компанії або країни зробити більшу кількість якісного продукту, використовуючи однакову, певну кількість ресурсів. Перевага у виробництві певних товарів і послуг може бути досягнута за рахунок сприятливих природних та кліматичних умов, дешевизною і легкодоступністю сировини, особливими знаннями і навичками у виробництві товарів та іншими особливими факторами виробництва. Поняття абсолютної переваги було покладено в основу теорії абсолютних переваг, що отримала визнання в XVIII столітті.  Її основоположником якої вважають Адама Сміта  . Наявність у країни абсолютних переваг у певних галузях означає, що країна має можливість виробляти відповідні товари або послуги з меншими питомими витратами.

## Теорія абсолютних переваг Адама Сміта
Адам Сміт у своїй роботі «Дослідження про природу і причинах багатства народів» (1776 р.) показав, що країни зацікавлені у вільному розвитку міжнародної торгівлі, оскільки можуть вигравати від неї незалежно від того, чи є вони експортерами або імпортерами. Докази й обґрунтування можливості отримання зиску від участіі у міжнародному поділі праці шляхом обміну виробленого товару, у виробництві котрого країна володіє абсолютними перевагами, по відношенню до інших товарів, отримали назву теорії абсолютних переваг.
Полемізуючи з панівною на той час теорією меркантилізму, Адам Сміт показав, що добробут нації залежить не стільки від кількості накопиченого нею золота, скільки від її здатності виробляти кінцеві товари і послуги. Тому основне завдання полягає не у придбанні і накопиченні золота, а у розвитку виробництва за рахунок участі у поділі праці та його кооперації. Адам Сміт значну увагу приділив вивченню переваг поділу праці на основі спеціалізації економічної діяльності. 
При цьому висновки про поділ праці А. Сміт поширив і на сферу міжнародної торгівлі, вперше теоретично обґрунтувавши принцип абсолютних переваг (або абсолютних витрат):
|                                                       | Основне правило кожного розсудливого голови сім'ї полягає в тому, щоб не намагатися виготовити вдома такі предмети, виготовлення яких обійдеться дорожче, ніж при покупці їх на стороні ... Те, що представляється розумним у способі дії будь-якої приватної сім'ї, навряд чи може виявитися нерозумним для всього королівства. Якщо яка-небудь чужа країна може забезпечити нас якимось товаром за більш дешевою ціною, ніж ми в змозі виготовити його, набагато краще купувати його у неї на деяку частину продукту нашої власної промислової праці, що додається в тій області, в якій ми володіємо деяким перевагою. |
| — Дослідження про природу і причини багатства народів | |

Існування абсолютних переваг, коли дана країна може здійснювати виробництво певного товару з меншими витратами, тобто використовуючи меншу кількість ресурсів, ніж її потенційні зовнішньоторговельні партнери, лежить в основі міжнародного поділу праці. Саме на виробництві таких товарів і слід спеціалізуватися, продаючи їх надлишки по каналах міжнародної торгівлі в обмін на продукцію, випуск якої в країні не здійснюється. В результаті такого обміну товарами між країнами кожна з них виявляється у виграші, або отримуючи в своє розпорядження ті товари, які вона сама в принципі не в змозі виробляти, або купуючи закордонну продукцію за цінами значно нижчими від тих, які можуть забезпечити вітчизняні виробники. Іншими словами, міжнародна торгівля перетворюється в діяльність, яка приносить вигоду всім учасникам.
Як було показано пізніше, зокрема Девідом Рікардо, основні недоліки розробленої А. Смітом концепції міжнародної торгівлі полягають в тому, що мова йде або про обмін продукцією, на виробництво якої ті чи інші держави мають свого роду природною монополією, або про торгівлю між країнами, що знаходяться на приблизно однаковому ступені економічного розвитку. Що ж стосується досить значного сектора міжнародної торгівлі - зв'язків між країнами, які істотно відрізняються одна від одної за ступенем економічної зрілості, то у цьому відношенні теорія «абсолютних переваг» не може використовуватися.